# Claudinei Sevegnani
Claudinei Sevegnani (Indaial, 25 de janeiro de 1989) é um artista, escritor, pesquisador e professor brasileiro.

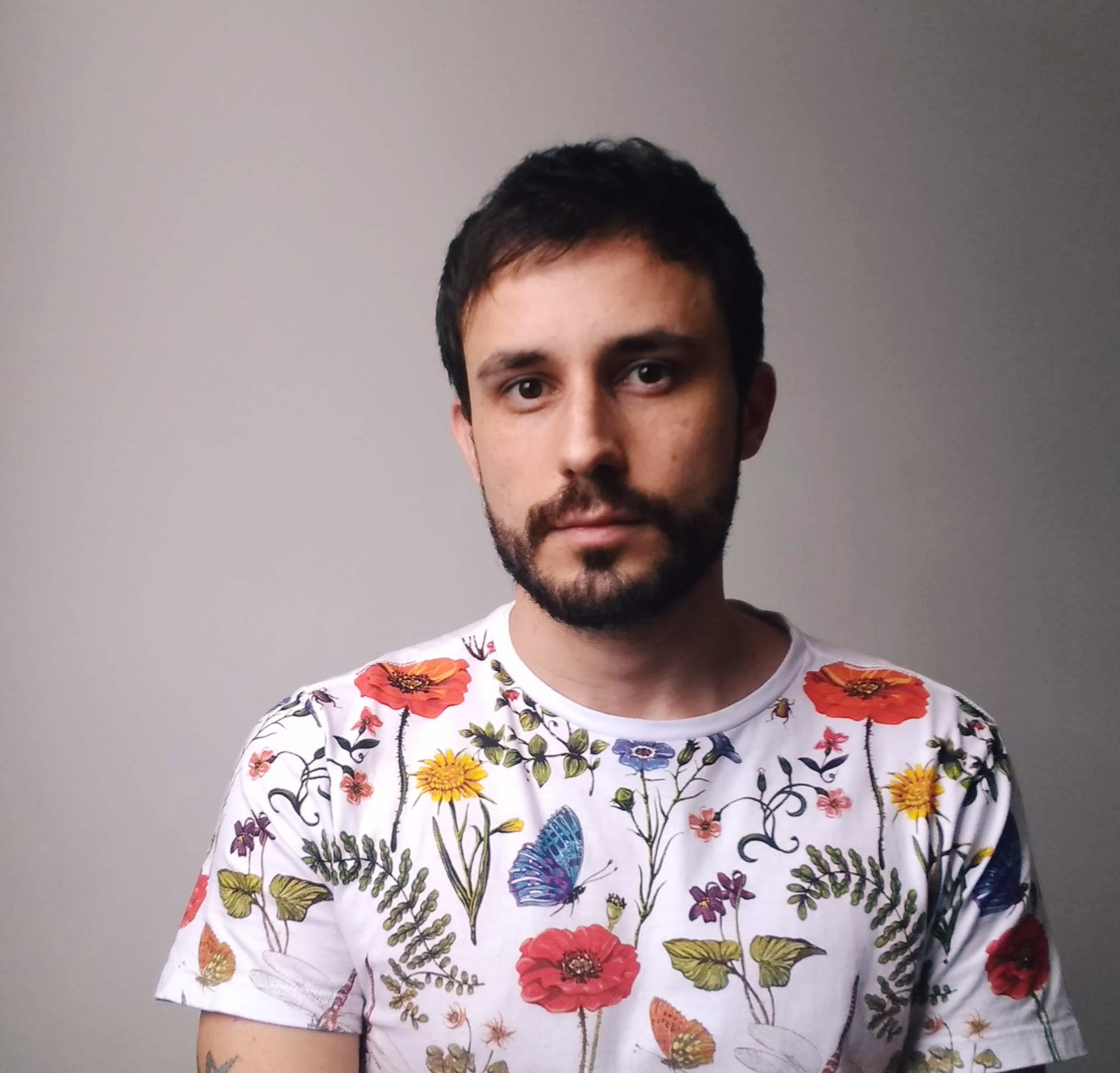

Doutor em Artes Cênicas e Mestre em Dança pela Universidade Federal da Bahia, Bacharel em Artes Cênicas pela Universidade Federal de Santa Catarina. Sua produção artística transita entre os campos da literatura, da dança, das artes visuais e da performance. Com os livros Adelaide em terceira pessoa e mapas dos campos minados, participou da programação da FLIP - Festa Literária Internacional de Paraty, no ano de 2023. 

## Livros
- 2024 - Cisne de vidro
- 2023 - mapas dos campos minados
- 2022 - Adelaide em terceira pessoa
- 2015 - Central de histórias